# Deuna
Deuna è una frazione del comune tedesco di Niederorschel.

## Storia
Il 1º gennaio 2019 il comune di Deuna venne aggregato al comune di Niederorschel.